# 美少女花札紀行 みちのく秘湯恋物語
『美少女花札紀行 みちのく秘湯恋物語』（びしょうじょはなふだきこう みちのくひとうこいものがたり）は、フォグから発売された恋愛アドベンチャーゲーム。

## 概要
東北地方の観光名所を巡りながら、ヒロインたちと写真撮影権を賭けて花札（こいこい・花合わせ）で勝負し、物語を進めていく恋愛アドベンチャーゲーム。
背景は全て実写取り込みで、舞台となる各所の解説も細かく、『風雨来記』シリーズに繋がる「旅ゲー」の元祖とされる。
キャラクターデザインは岸上大策。セガサターン版は18歳以上推奨ソフト。
フォグ設立前に宗清紀之がプロデューサーを務めていた『花札グラフィティー 恋々物語』（1996年5月発売、開発：日本一ソフトウェア、販売：アイマックス）は事実上の前作にあたり、これをよりブラッシュアップした内容の作品となっている。

## 登場人物
天草遊也（あまくさ ゆうや）
声 - のぐちあつし
主人公。カメラマン志望の大学生で、花札の家元の生まれ。写真コンテストの作品を撮るために東北を訪れているが、今回入選できなかった場合は家督を継がなければならない。
花札の実力に関しては父親の手紙の内容から父親以上とされている。
佐藤朱鷺子（さとう ときこ）
声 - 内藤靖子
本作のヒロイン。17歳。父の葬儀の帰りに遊也と出会い、モデルとしてスカウトされる。
三角冴子（みすみ さえこ）
声 - 大野真紀子
本作の狂言回し的な立場。銭溜の秘書。24歳。朱鷺子を探しており、旅先の要所要所で遊也たちの前に立ちはだかる。
刀堂愛絵里（とうどう あえり）
声 - 渡部千恵
現役高校生。16歳。試験休みの合間に、角館・田沢湖にいる恋人の家を探している途中で遊也に出会い、写真撮影のモデルも兼ねて一緒に恋人の住所を探す。
将来はヘアーデザイナー（美容師）志望。
森岡由美（もりおか ゆみ）
声 - 森下由美
医師を目指す女性。22歳。『風雨来記』にも隠しキャラクターとして登場する。
銭溜兼蔵（ぜにため かねぞう）
声 - 森本豪太
本作の黒幕。不動業者。朱鷺子の父に対して多額の債権があり、債務の相続人である朱鷺子を探している。

## スタッフ
- ゲームデザイン・シナリオ：加藤直樹
- プログラム：瀬谷辰宇
- キャラクターデザイン：岸上大策
- グラフィックデザイン：相川昌幸、棚橋和代、野村良治、宮永幸一郎、千葉岳、やまづらひろゆき、林崇尚、野田泰秀
- サウンドエンジニア：湯澤博
- サウンド：石井吉幸、加藤千晶
- ディレクション：加藤直樹、北角浩一、新川宗平
- プロデュース：宗清紀之
- 開発：日本一ソフトウェア、オーツー、サウンドメディア
- 企画・制作：F･O･G

## 作品一覧
- 1997年8月7日 美少女花札紀行 みちのく秘湯恋物語（プレイステーション、5,800円）
- 1997年12月11日 美少女花札紀行みちのく秘湯恋物語スペシャル（セガサターン、5,800円）
- 1999年12月22日 みちのく秘湯恋物語 Kai（プレイステーション、3,800円）
- 2007年9月27日 みちのく秘湯恋物語 Kai（ゲームアーカイブス、600円）